# Brumetz
Brumetz es una comuna francesa, situada en el departamento de Aisne, de la región de Alta Francia.

## Demografía
| 183                       | 265 | 243 | 238 | 292 | 316 | 307 | 312 | 284 | 289 | 275 | 240 | 226 | 239 | 222 | 198 | 204 | 213 | 211 | 178 | 181 | 179 | 141 | 156 | 168 | 185 | 193 | 159 | 166 | 199 | 106 | 166 | 183 | 209 | 213 |
| (Fuente: INSEE y Cassini) |     |     |     |     |     |     |     |     |     |     |     |     |     |     |     |     |     |     |     |     |     |     |     |     |     |     |     |     |     |     |     |     |     |     |

## Lugares y Monumentos
- Iglesia de San Crispín (église Saint-Crépin), del siglo XII, es monumento histórico desde 1920.
- Convento de Cerfroid o Casa de la Trinidad de Cerfroid, fundado por el provenzal San Juan de Mata en 1193. La nobleza de los alrededores le ofreció terrenos y una casa para su misión: rescatar prisioneros cristianos en el Oriente y realizar obras de misericordia. Durante ocho siglos, más de 100.000 prisioneros fueron rescatados por los trinitarios, entre ellos Miguel de Cervantes. El monasterio, rodeado por tres hectáreas de terreno, es un lugar de retiro dedicado a la oración.

## Personalidades vinculadas con la comuna
- San Juan de Mata (1160-1213), que construyó el monasterio de Cerfroid, primera casa de la Orden de la Santísima Trinidad y de los Cautivos en 1194.
- San Félix de Valois, eremita y cofundador de la Orden de la Santísima Trinidad y de los Cautivos. Murió en Cerfroid en 1212.
- François Vatable, Watebled o Vateblé, teólogo francés del siglo XVI.